# Escola Estadual Conselheiro Antonio Prado
A Escola Estadual Conselheiro Antônio Prado é uma escola de ensino público localizada no numero 621 da Rua Vitorino Carmilo, no bairro paulistano Barra Funda, próxima à Estação Marechal Deodoro do Metrô, em um prédio tombado pelo CONDEPHAAT (Res. SC 60 de 1 de julho de 2010).
Atualmente, a instituição oferece ensino fundamental para pouco mais de 700 estudantes, do 1º ao 5º ano, distribuídos em 26 turmas.[carece de fontes?]

## História
A escola foi criada originalmente por decreto de 6 de março de 1896, publicado no Diário Oficial Estadual de 12 de março de 1896, com o nome de Grupo Escolar da Barra Funda, localizado na rua Barra Funda. Em 1911 passou a funcionar na Rua Vitorino Carmilo, no endereço atual. Somente em fevereiro de 1932 a escola alterou seu nome para Grupo Escolar Conselheiro Antônio Prado, uma homenagem do Governo do Estado ao advogado Antônio da Silva Prado.